# Gelenkpumpe

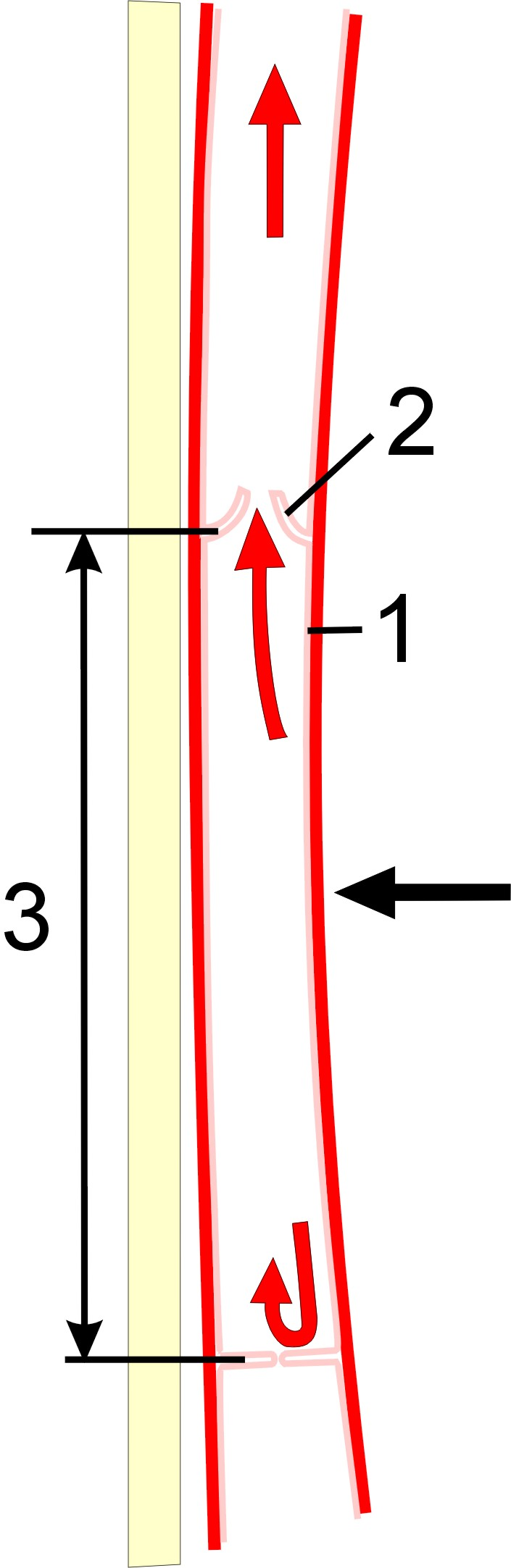
Schema einer Vene.
1 Endothel, 2 Venenklappe, 3 Sinus valvulae

  Eine Gelenkpumpe ist eine Venenpumpe, die durch Bewegung eines Körpergelenks den Blutkreislauf unterstützt und die Rückführung des Blutes aus den Gliedmaßen des Körpers, beispielsweise den Beinen, in Richtung des Herzens fördert. Zudem üben die Gelenkpumpen einen Einfluss auf das Lymphsystem aus. 
Das Beugen und Strecken der Gelenke wirkt sich auf die Venen des Körpers aus. So wird beispielsweise die Kniebeugenvene beim Strecken des Knies in die Länge gezogen. Dabei wird sie dünner, das Lumen mindert sich und die Vene wird sozusagen ausgepresst.
Weitere Gelenkpumpen befinden sich in den Sprunggelenken. Diese sind von besonderer Bedeutung für den Rückfluss des Blutes in Herzrichtung, der durch die Pumpwirkung des Herzens allein in diesen entfernteren Regionen des Körpers allein nicht ausreichend gewährleistet werden kann. Die tiefen (=subfaszialen) Venen im Bereich des Sprunggelenks werden bei Bewegung abwechselnd komprimiert und geweitet. Dadurch entsteht eine Saug-Druck-Wirkung die das Blut in Richtung des Herzens bewegt. Die Beweglichkeit des Sprunggelenks ist daher für den Blutkreislauf von zentraler Bedeutung. Es wird darüber hinaus davon ausgegangen, dass es auch im Ellenbogen sowie in den Fingergelenken vergleichbare Mechanismen und Effekte gibt.
Weitere Venenpumpen befinden sich beispielsweise in der Leistenregion, im Fuß oder in den Waden. Hierbei handelt es sich allerdings nicht um Gelenkpumpen, sondern um Muskelpumpen. Ein Ausfall der Wadenmuskel- und Sprunggelenkpumpe durch eingeschränkte Bewegung oder Bewegungsmangel, etwa durch einen Gipsverband oder langes Sitzen während einer Fernreise, begünstigt die Entstehung von Thrombosen und Ödemen.